# The Lifetimes Tour
The Lifetimes Tour je páté koncertní turné americké zpěvačky Katy Perry na podporu jejího sedmého studiového alba 143 (2024). Turné začalo 23. dubna 2025 v Ciudad de Mexico, Mexiko a má skončit 7. prosince 2025 v Abu Dhabi, Spojené arabské emiráty. Jedná se o její první turné po sedmi letech od posledního turné Witness: The Tour (2017–2018).
V rámci turné odehraje koncerty v Austrálii, Latinské a Severní Americe, Asii a Evropě, kdy během evropské etapy zavítá 30. října 2025 do O2 Areny v Praze. Jedná se o její druhý koncert v České republice. Ten první se odehrál 23. února 2015 také v pražské O2 Areně.

## Vývoj
Během australského snídaňového pořadu Sunrise 25. září 2024 Perry oznámila, že se vydá na The Lifetimes Tour a zároveň odhalila prvních pět koncertů v Austrálii. Na základě poptávky byly o dva dny přidány koncerty v Sydney a Brisbane. Koncert v Adelaide byl oznámen až 29. září. A za dva dny byly přidány další koncerty v Adelaide, neboť lístky na ten první se vyprodaly během hodiny. Dne 3. října následně přibyly koncerty pro Melbourne, Perth a Adelaide. 20. února 2025 Katy oznámila, že přidává další a zároveň poslední dva koncerty pro Austrálii a to v Sydney a Melbourne.
Dne 11. listopadu zpěvačka oznámila, že se s turné vydá do Latinské Ameriky, konkrétně Santiaga v Chile 6. září 2025 a do argentinského Buenos Aires 9. září 2025. O dva dny později zpěvačka uveřejnila data koncertů v Mexiku a Brazílii. Ve všech třech mexických městech se následně ještě přidaly koncerty. V listopadu 2024 byly oznámeny koncerty v Kanadě a druhý koncert v Buenos Aires. Dne 27. ledna 2025 oznámila Katy na svém instagramovém profilu americkou část turné a zároveň přidala druhý koncert v Torontu.
Vystoupení ve Spojeném království byla ohlášena 17. listopadu 2024, přičemž jedna libra z každého prodaného lístku na jeden z britských koncertů poputuje na Music Venue Trust. Druhý koncert v Londýně byl přidán o čtyři dny později. Dne 9. prosince Perry oznámila osm evropských koncertů včetně koncertu v Praze 30. října 2025. V následujících dnech byl postupně přidán druhý i třetí koncert v Paříži. Zpěvačka 16. prosince oznámila koncert v italské Bologni. Další koncert v Německu byl oznámen 22. ledna 2025 pro Mnichov. O pár dní později přibyl další koncert ve Francii pro Lyon. Zpěvačka 6. února oznámila přidání koncertu v severoirském Belfastu. Na sv. Valentýna Katy přidala druhý koncert v Belfastu po té, co se ten první koncert v onom městě vyprodal. 19. února 2025 oznámila Katy další koncert v Německu, tentokrát ve městě Hannover. O pět dní později přidala dva dlouho očekávané koncerty ve Španělsku.
Předskoskankou pro severoamerickou část turné byla 9. března 2025 oznámena Rebecca Black. 8. dubna Katy oznámila, že bude vystupovat na festivalu Grand Prix v Abu Dhabí. 23. dubna byly oznámeny další dva koncerty v Číně. Ve stejný den byly oznámeny předskokani pro Mexickou část turné 14. května byl oznámen předskokan Kinder pro australskou část turné.[ve zdroji nenalezeno] Koncerty v Asii oznámila zpěvačka 20. května. 30. května byly oznámeny další dva koncerty pro Brazílii.
14. července byl oznámen třetí koncert pro Shanghai.16. července byl přidán druhý koncert v Tokiu 25. července se oznámila poslední show pro Asii.

## Set list
Tento set list je z koncertu 23. dubna 2025 v Ciudad de Mexico. Nemusí být pro všechny koncerty stejný.
Akt I: Level 1
1. „Artifical“
2. „Chained to the Rhythm“
3. „Teary Eyes“
4. „Dark Horse“

Akt II: Level 2
1. „Woman's World“
2. „California Gurls“
3. „Teenage Dream“
4. „Hot n Cold“ / „Last Friday Night (T.G.I.F.)“
5. „I Kissed a Girl“

Akt III: Level 3
1. „Nirvana“
2. „Crush“ (včetně úryvku z „Crush“ od Jennifer Paige)
3. „I'm His, He's Mine“
4. „Wide Awake“

Akt IV: Akustika
1. Píseň na přání 1
2. Píseň na přání 2
3. „All The Love“

Akt V: Level 4
1. „E.T.“
2. „Part of Me“
3. „Rise“

Akt VI: End Game
1. „Roar“
2. „Daisies“
3. „Lifetimes“
4. „Firework“

### Píseň na přání
Během každého koncertu jsou fanoušky vybrány dvě písně do akustické části v rámci „Choose Your Own Adventure“ neboli „Vyberte si své vlastní dobrodružství“.
- 23. dubna 2025 - Ciudad de Mexico: „Not Like the Movies“ a "The One That Got Away“
- 25. dubna 2025 - Ciudad de Mexico: „Pearl“ a „The One That Got Away“
- 26. dubna 2025 - Ciudad de Mexico: „Pearl“ a „The One That Got Away“
- 28. dubna 2025 - Monterrey: „Not Like the Movies“ a „The One That Got Away“
- 29. dubna 2025 - Monterrey: „Pearl“ a „The One That Got Away“
- 7. května 2025 - Houston: „Not Like the Movies“ a „The One That Got Away“
- 9. května 2025 - Oklahoma City:  „Pearl“ a „The One That Got Away“
- 10. května 2025 - Kansas City: „Not Like the Movies“ a „The One That Got Away“
- 12. května 2025 - Chicago: „Pearl“ a „The One That Got Away“
- 13. května 2025 - Minneapolis: „Pearl“ a „The One That Got Away“
- 17. května 2025 - Las Vegas: „Pearl“ a „The One That Got Away“
- 20. května 2025 - Austin: „Not Like the Movies“ a „The One That Got Away“
- 22. května 2025 - Dallas: „Pearl“ a „The One That Got Away“
- 4. června 2025 - Sydney: „I'm Still Breathing“ a „Thinking of You“
- 7. června 2025 - Melbourne: „I'm Still Breathing“ a „Thinking of You“
- 9. června 2025 - Sydney: „I'm Still Breathing“ a „Thinking of You“
- 10. června 2025 - Sydney: „I'm Still Breathing“ a „Thinking of You“
- 12. června 2025 - Melbourne: „I'm Still Breathing“ a „Thinking of You“
- 13. června 2025 - Melbourne: „Mannequin“ a „Thinking of You“
- 14. června 2025 - Melbourne: „Mannequin“ a „The One That Got Away“
- 17. června 2025 - Brisbane: „I'm Still Breathing“ a „Thinking of You“
- 18. června 2025 - Brisbane: „Mannequin“ a „The One That Got Away“
- 22. června 2025 - Perth: „I'm Still Breathing“, „Thinking of You“ a „The One That Got Away“
- 23. června 2025 - Perth: „I'm Still Breathing“ a „Thinking of You“
- 26. června 2025 - Adelaide: „I'm Still Breathing“ a „The One That Got Away“
- 27. června 2025 - Adealide: „I'm Still Breathing“ a „Thinking of You“
- 29. června 2025 - Adelaide:  „Mannequin“ a „The One That Got Away“
- 30. června 2025 - Adelaide: „I'm Still Breathing“ a „The One That Got Away“
- 10. července 2025 - Denver: „Not Like the Movies“ a „The One That Got Away““
- 12. července 2025 - Phoenix: „Pearl“ a „The One That Got Away“
- 13. července 2025 - Anaheim: „Pearl“ a „The One That Got Away“
- 15. července 2025 - Inglewood: „Not Like the Movies“ a „The One That Got Away“
- 18. července 2025 - San Francisco: „Not Like the Movies“ a „The One That Got Away“
- 21. července 2025 - Seattle: „Pearl“ a „The One That Got Away“
- 22. července 2025 - Vancouver: „Not Like the Movies“ a „The One That Got Away“
- 24. července 2025 - Edmonton: „Not Like the Movies“ a „The One That Got Away“
- 26. července 2025 - Winnipeg: „Not Like the Movies“ a „The One That Got Away“
- 29. července 2025 - Ottawa: „Not Like the Movies“ a „The One That Got Away“
- 30. července 2025 - Montreal: „Not Like the Movies“ a „The One That Got Away“
- 1. srpna 2025 - Quebec City: „Pearl“ a „The One That Got Away“
- 3. srpna 2025 - Detroit: „Pearl“ a „The One That Got Away“
- 5. srpna 2025 - Toronto: „Not Like the Movies“ a „The One That Got Away“
- 6. srpna 2025 - Toronto: „Not Like the Movies“ a „The One That Got Away“
- 8. srpna 2025 - Boston: „Not Like the Movies“ a „The One That Got Away“
- 11. srpna 2025 - New York City: „Not Like the Movies“ a „The One That Got Away“
- 14. srpna 2025 - Newark:  „Pearl“ a „The One That Got Away“
- 15. srpna 2025 - Baltimore: „Pearl“ a „The One That Got Away“
- 17. srpna 2025 - Raleigh: „Not Like the Movies“ a „The One That Got Away“